# Leptolalax dringi
Espèce
Statut de conservation UICN

 NT  : Quasi menacé
Leptolalax dringi est une espèce d'amphibiens de la famille des Megophryidae.

## Répartition
Cette espèce est endémique du Nord de Bornéo. Elle se rencontre entre 200 et 2 500 m d'altitude :
- en Malaisie orientale dans les États de Sabah et de Sarawak ;
- en Indonésie au Kalimantan.

Sa présence est incertaine au Brunei.

## Étymologie
Cette espèce est nommée en l'honneur de Julian Christopher Mark Dring.

## Publication originale
- Dubois, 1987 "1986" : Miscellanea taxinomica batrachologica (I). Alytes, vol. 5, no 1, p. 7-95.